# Trinity (Past, Present and Future)
Pour les articles homonymes, voir Trinity.
Albums de Slum Village
Dirty District
(2002) Detroit Deli (A Taste of Detroit)
(2004)
Singles
1. Tainted
Sortie : 2002
2. Disco
Sortie : 2002

Trinity (Past, Present and Future) est le troisième album studio de Slum Village, sorti le 13 août 2002.
C'est le premier album réalisé après le départ du producteur Jay Dee, qui voulait poursuivre une carrière solo. Malgré son départ, Jay Dee produit 3 titres.
Le groupe, désormais composé de T3 et Baatin, est rejoint par Elzhi, qui avait contribué un an plus tôt à un titre dans le premier album solo de Jay Dee, Welcome 2 Detroit. D'autre part, le groupe est désormais signé sur la major Capitol Records.
L'album s'est classé 5e au Top R&B/Hip-Hop Albums et 20e au Billboard 200.

## Critiques
Les critiques ont été partagées envers l'album. D'un côté, certains pensaient que le groupe avait perdu, en même temps que la perte de Jay Dee, sa touche « jazzy » et son originalité et qu'Elzhi n'avait pas sa place au sein du groupe. De l'autre, certaines critiques remarquaient que le groupe avait fait des efforts pour maintenir un bon niveau global sur l'album et observaient les qualités lyricales d'Elzhi.

## La maladie de Baatin
Pendant la tournée, et lors d'un concert en France, Baatin tombe malade. On décèle chez lui des symptômes de schizophrénie. Il quittera le groupe après cet album.

## Liste des titres
| No  | Titre                                                   | Contient un (des) sample(s) de | Durée |
| --- | ------------------------------------------------------- | ------------------------------ | ----- |
| 1.  | Intro 1 (Produit par T3)                                |                                | 0:32  |
| 2.  | Intro 2 (Produit par Waajeed)                           |                                | 2:26  |
| 3.  | Insane (Produit par Waajeed)                            |                                | 2:37  |
| 4.  | What Is This? (Produit par Black Milk)                  | Foreign Bodies d'Herbert       | 2:25  |
| 5.  | Tainted (featuring Dwele – Produit par Karriem Riggins) |                                | 4:26  |
| 6.  | La La (Produit par Waajeed)                             | Dreamland de Michel Colombier  | 4:52  |
| 7.  | All-Ta-Ment (Produit par T3)                            |                                | 3:42  |
| 8.  | Disco (Produit par T3)                                  |                                | 3:05  |
| 9.  | Trinity (Produit par Black Milk)                        |                                | 2:09  |
| 10. | One (Produit par J Dilla)                               |                                | 3:50  |
| 11. | Hoes (Produit par J Dilla)                              | Magician Moth de Roger Glover  | 3:28  |
| 12. | Star (Interlude) (featuring T. Banks – Produit par T3)  |                                | 0:22  |
| 13. | Star (featuring Dwele – Produit par Waajeed)            | The Star of a Story d'Heatwave | 3:20  |
| 14. | Slumber (Produit par Hi-Tek)                            |                                | 4:10  |
| 15. | Let's (Produit par J Dilla)                             |                                | 5:18  |
| 16. | S.O.U.L. (Produit par Karriem Riggins)                  |                                | 3:25  |
| 17. | 80's Skit (Produit par Slum Village)                    |                                | 1:48  |
| 18. | Unisex (Interlude) (Produit par T3)                     |                                | 1:49  |
| 19. | Love U Hate (Produit par Shelton « Ess » Rivers)        |                                | 3:38  |
| 20. | Get Live (Produit par Scott Storch)                     |                                | 4:43  |
| 21. | Harmony (Produit par Karriem Riggins)                   | Camera Obscura de Seventh Wave | 3:28  |
| 22. | Who Are We (Interlude) (Produit par T3)                 |                                | 1:05  |
| 23. | Fall In Love (featuring Samiyyah – Produit par T3)      |                                | 1:35  |